# Antrodiaetus coylei
Antrodiaetus coylei är en spindelart som beskrevs av Cokendolpher, Peck och Christine G. Niwa 2005. Antrodiaetus coylei ingår i släktet Antrodiaetus och familjen Antrodiaetidae. Inga underarter finns listade i Catalogue of Life.